# 1 Douar
Albums de Alan Stivell
Brian Boru
(1995) Back to Breizh
(2000)
Singles
1. La mémoire de l'humain (+ Una's love)
Sortie : 1998
2. Hope (+ A United earth) edit radio
Sortie : 1998

1 Douar (One Earth en anglais) est le dix-neuvième album d'Alan Stivell, paru en mars 1998 par les Disques Dreyfus. Le titre signifie indifféremment « une terre » en breton et « un village » en arabe et en kabyle. La musique se joue des frontières pour aller à la rencontre des autres cultures, formant néanmoins une unité.
La musique celtique traditionnelle, au contact d'autres cultures, délivre un message d'ouverture et de paix. L'album atteint donc un idéal que s’était fixé l’artiste, une quête que Stivell résume avec ces quelques mots : « Les frontières sont maintenant déjà fossiles, comme le sont leurs derniers gardiens ».
La production des chansons se partage entre John Cale, Simon Emmerson, Martin Russell (en), Pascale Le Berre-Pascal et Robert Le Gall. Des stars participent aux chansons, issues du monde celtique comme Paddy Moloney (The Chieftains) et Jim Kerr (Simple Minds) mais aussi d'Afrique (Youssou N'Dour et Khaled).

## Présentation de l'album
« As far as I'm concerned, the music of the entire planet can be fused together. There are no limits! »
— Alan Stivell, Texte sur les affiches publicitaires à l'étranger.
« 1 Douar (une seule Terre) fait le point de mes envies, de mes influences, de mes rencontres dont j’aimerais tant que vous partagiez l’émotion. Dans un monde qui me fascinait déjà très jeune, étonné par le paradoxe de ses ressemblances, aussi grandes que ses différences. Les frontières sont maintenant déjà fossiles, comme le sont leurs derniers gardiens. Mais, sans diversité, ce serait l’asphyxie. Entre les deux enfers de l’uniformité et de la division, il y a une voie praticable... »
— Alan Stivell, Texte sur la première page du livret.

### Contexte
Eunn Douar, un titre breton qui symbolise bien les opinions de l’artiste tant Stivell a toujours cherché à mettre en valeur dans sa musique l'universalité de sa pensée et de ses idées avec sincérité. Stivell montre encore une fois que la musique bretonne est très vivante et ne vit pas repliée sur elle-même mais s'ouvre à des musiques qui lui sont plus ou moins proches. 1 Douar s’impose comme un réquisitoire pour la paix et l’amour entre les peuples et ouvre une nouvelle voie pour le millénaire à venir, une manière de balayer toutes les horreurs du siècle passé. Une manière de faire avancer aussi la cause des peuples et langues minoritaires en réclamant une plus grande tolérance. Alan Stivell remarque que douar signifie « monde » en breton et « village » en arabe. Le professeur Laurier Turgeon commente cette vision dans son ouvrage Regards croisés sur le métissage : « Le monde est un village et tout village un monde, double énoncé qui signifie qu'aucune voix ne saurait être réduite ni à l'universalisme béat ni au régionalisme étroit ».
En explorant ses sources instrumentales, Alan Stivell remarque des liens divers et anciens : « Déjà, enfant, à Paris, je me nourrissais des musiques s'échappant des cafés maghrébins voisins. Elles ne m'étaient pas tout à fait étrangères puisque les bombardes et les cornemuses sont parties des pays méditerranéens. Et puis la gamme pentatonique existe en Bretagne comme en Chine, en Afrique ou en pays berbère. ».

### Intervenants
C'est un album aux sonorités world évidentes qui fait le point sur les influences et les rencontres de l’artiste, ce qui en fait un album plutôt « à part » dans l'œuvre du « barde ». L’esprit celtique plane tout de même, grâce à la présence de Paddy Moloney, le leader des Chieftains, pour un hommage personnel au barde breton Glenmor et la présence du leader de Simple Minds, Jim Kerr, pour un duo sur Scots are right. L'éloignement géographique entre la Bretagne et l'Afrique ne se confirme pas tant au niveau artistique, entre Alan Stivell et Youssou N'Dour ou entre l'arabe et le breton chanté par Khaled.
Cette abolition des frontières n’est pas seulement géographique, elle est aussi générationnelle grâce au « duo » avec les Sœurs Goadec (La Mémoire de l'Humain) et avec une jeune Anglaise d'origine Afghane pour terminer l'album en douceur (Aet On). En fusionnant des sons du passé et du futur, le disque devient intemporel.
De plus, les ingénieurs du son (Simon Emerson d'Afro Celt Sound System, Alain Cluzeau…) et musiciens (Robert Le Gall, Michael McGoldrick, Pascale Leberre-Pascal, Martin Russel…) sont des artistes reconnus dans leur domaine.

### Enregistrement
Équipe d'un Macintosch, Stivell a préparé dans son home studio les bases de l'album. Il travaille sur Cubase Audio avec un Roland JV 80 et un clavier maître ORIA, ce qui permet d'enregistrer des programmations, la voix, la harpe et la cornemuse : « Cette technologie engendre une nouvelle spontanéité car avec un enregistrement numérique, je peux conserver ce qui me plaît ». Il s'est servi pour certains titres d'enregistrements audio en DAT, de la chanteuse irlandaise Breda Mayock et des sœurs Goadec, qui dataient d'un film réalisé par Arte en 1996.
Les enregistrements finaux et leur mixage sont effectués dans plusieurs studios, entre Rennes, Paris et Londres principalement. Alan Stivell s'est également rendu à Rotterdam, New-York et Dublin, aux côtés de ses invités.

## Parutions et réception
1 Douar paraît en mars 1998 chez Dreyfus Music. La publicité télévisée, réalisée par Gérard Pont, est accompagnée d'images de tous les continents, que ce soit les pays de langue celtique, l'Occident/l'Orient, les États-Unis/l'Afrique, etc. L'album entre dans le « Top albums » France le 20 avril 1998, en 45e position et il atteint la 41e position la semaine suivante.
Son duo avec Youssou'N Dour sur le premier titre de l'album, A United Earth I, fera le tour de la planète. Le 20 février 1999, 1 Douar est nommé aux Victoires de la musique dans la catégorie « Album de musiques traditionnelles et musiques du monde ».

### Articles journalistiques
Le Journal du dimanche décrit 1 Douar comme un « album-concept résolument celte et non moins futuriste, pétri d’influences world et techno ». Dans Libération, Luc Le Vaillant apprécie : « il métisse désormais ses compositions de rythmes technos et de contributions arabes ou woolof, en grand frère d'une Bretagne s'ouvrant au monde ». Quant à Rock & Folk (juin 1998), il estime ; « Étonnant Alan Stivell [...] il reste l'une des figures marquantes mais aussi les plus évolutives [...] Cet album résolument moderne est une démonstration éloquente du talent d'un barde breton qui a su opter pour l'internationalisme et le mélange des cultures. »
Télérama note qu'avec « des échos de harpe celtique, de kora mandingue, de talking-drums africains, côtoient des nappes synthétiques entre raves et new age… Le barde breton qui révolutionne les chants du pays Breizh depuis une vingtaine d’années parvient encore une fois à nous charmer. ». Le journal Le Monde y voit un « album riche » mais qui « pêche par un léger trop plein de pédagogie. Il séduit en jouant sur des registres assez divers : le rock, mené brillamment par John Cale (Ever), sur fond de cornemuse, les déliés mélodiques celtes (Kenavo Glenmor, en hommage au poète disparu, Una's Love, en duo avec Breda Mayock) et les moyens les plus modernes (l’échantillonnage des voix des Sœurs Goadec La mémoire de l'humain). ».
Pour le magazine belge Télé Moustique, qui met trois étoiles, « le résultat, qu'on jugera selon son goût, est en tout cas unique et indescriptible, sans frontières ni comparaison. ». En effet, comme toujours, ce nouvel album surprend ou déstabilise certains auditeurs - peut-être ceux qui ont une vision « figée » du musicien. Cela suppose un temps d'adaptation aux innovations. Selon le fanzine Zebrock, « on n’a pas de raison de contester sa démarche. On sait qu’il ne tente pas la recette miracle, fondée sur une mixture "world" opportuniste. Tout part d’une démarche artistique, qui affirme sa certitude que la terre est Une, et riche de toutes sonorités qui la composent. » Le producteur musical et radiophonique américain Derek Rath qualifie l'album comme « une déclaration intense et individualiste de grande intégrité ».

### Tournée «planétaire»
En Bretagne, la tournée Eunn Douar passe par les festivals. L'ouverture culturelle est accueillie avec étonnement par des spectateurs, habitués de la part d'Alan Stivell à une musique essentiellement celtique. En juillet, la coupe du monde de football de 1998 qui a lieu en France renforce l'esprit de communion et festif des concerts, comme après le quart de finale France-Italie ; Alan Stivell se produit à Nantes, à l'Olympic, avec comme invité sur scène Youssou N'Dour (compositeur de l'hymne officiel du Mondial) et dans la salle Francis Cabrel (qui a également assisté à la victoire de la France au stade). La tournée française s'ouvre à d'autres pays, à l'Est (Allemagne, République tchèque), au Sud (Espagne, Italie, Brésil), au Nord (Royaume-Uni, Irlande, États-Unis), dans les îles (Corse, La Réunion, Maurice). L'album bénéficie ainsi d'une couverture médiatique étendue. Il est par exemple présenté sur la National Public Radio américaine en janvier 1999.

## Caractéristiques artistiques

### Analyse musicale
Alan Stivell se sent « à l’aise dans un perpétuel bain d’influences ». Ainsi, dans cet album, « il n’a pas hésité à flirter avec ce qui flotte dans l’air du temps : la techno, le trip-hop, le dub. Mêlant avec jubilation la bombarde, le violon, la flûte, le violoncelle, et les claviers au djembé, au derbouka et à la kora. Tirant de sa harpe des sons distordus, étrangement proches de ceux de la guitare électrique. Construisant des architectures sonores dont le tempo rappelle à la fois la tradition bretonne et les rythmes d'aujourd'hui. Une sorte d'ethno-rock new age, dont il rêve quelquefois qu'on puisse le danser dans des « boest-noz » (boites de nuit, en breton), « le chaînon manquant entre la discothèque et le fest-noz ». ».

### Description des chansons

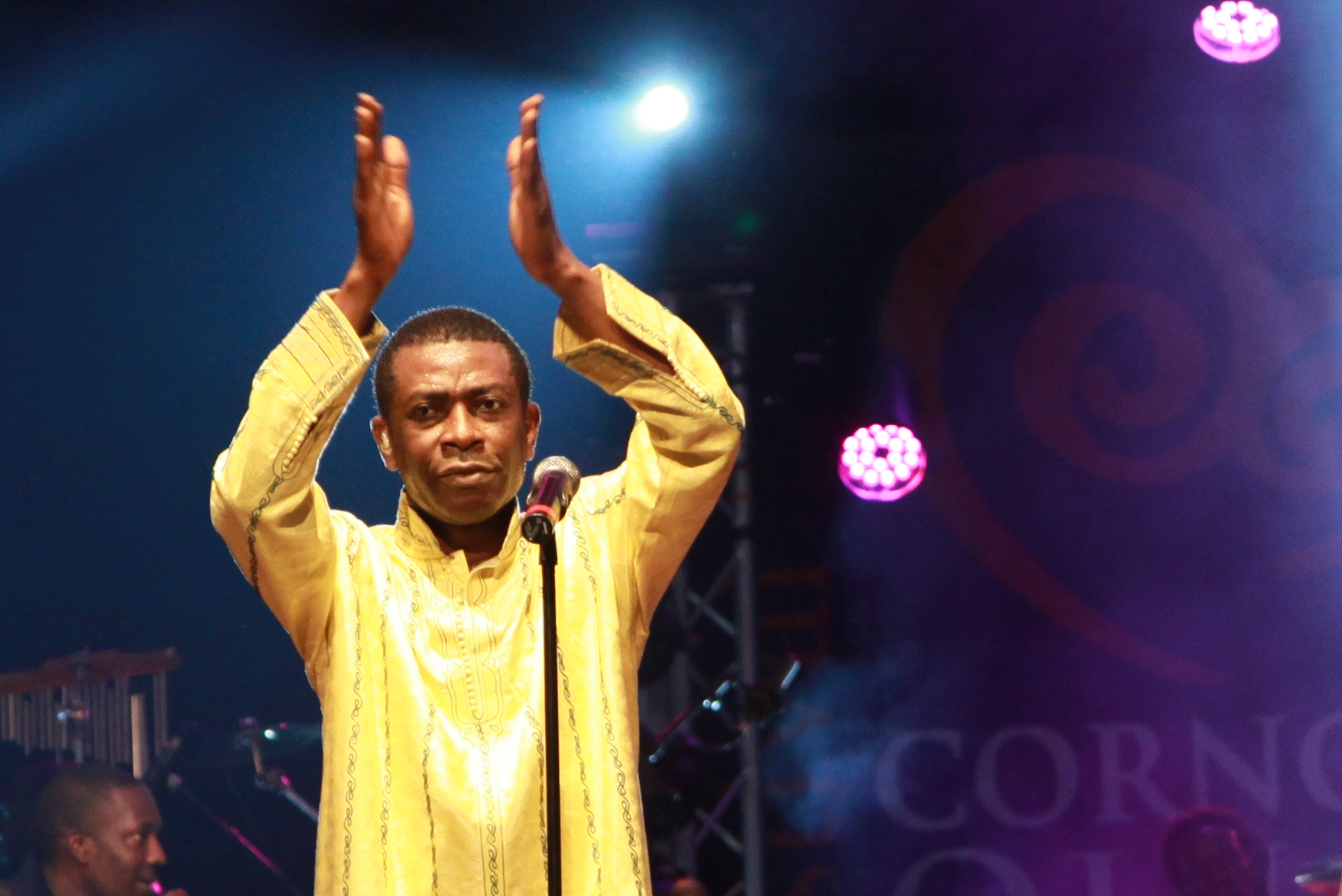
Youssou N'Dour, ici au festival de Cornouaille 2010, évoque au chant A United Earth avec Alan Stivell.

A United Earth I (« Une terre unie »)Duo entre le chanteur breton et le chanteur et musicien sénégalais Youssou N'Dour, considéré comme l'un des plus grands artistes africains. Tout semblait conduire ces deux artistes à travailler ensemble : leur ouverture musicale, mais aussi leur engagement en faveur des droits, de la paix ou du respect de la nature. Le texte d'Alan Stivell en breton et adapté en wolof par Youssou N'Dour est donc un plaidoyer en faveur de l'égalité des hommes, malgré leurs différences originelles. Rythmée (batterie, djembé), avec un thème à consonances africaines joué à la harpe, faisant aussi la part belle à la flûte irlandaise et à la kora, elle est conçue comme une marche.
La Mémoire de l'humainHommage aux sœurs Goadec, trois chanteuses bretonnes qu'Alan Stivell a rencontré dans un fest-noz quand il avait 17 ans. Sur un rythme électro (trip-hop), le chanteur mêle sa voix à un sample du trio revenant ponctuer la chanson, ce qui lui confère une dimension mystérieuse, mêlant poétiquement le passé et le présent. Rendre hommage aux sœurs Goadec, c'est souligner l'importance de la tradition et de ce qu'elle peut apporter aux hommes (« Lumières de mémoire » chante-t-il), c'est aussi n'accepter ni « les crimes contre l'esprit », ni « contre l'espoir ».
Hope (« Espoir »)Une chanson qui porte bien son titre, très rythmée (invitant donc à la danse) et marquée par l'électro (claviers de Martin Russell (en) et Pascale Le Berre) avec des effets autour de la voix d'Alan Stivell. Elle réaffirme le manifeste du chanteur : « Un monde uniforme / Ou en mille morceaux / Entre les deux on peut vivre / Différents et métis ».
Ensemble (Understand)Kan ha diskan en breton et français, en duo avec Khaled, chanteur algérien de raï, déjà croisé avec Idir au Zénith. Au moment de l'enregistrement, il est à l'apogée de sa carrière, venant de recevoir une Victoire de la musique pour Aïcha, écrit en collaboration avec Jean-Jacques Goldman. La danse est rythmée par les instruments traditionnels arabes et des sons programmés. Les paroles prônent l'ouverture aux autres, avec notamment la répétition par Khaled de « Il faudra bien s'entendre, il faudra vivre ensemble » et par une voix féminine de « Understand, each other ».
CrimesCe deuxième duo avec Khaled, en anglais, breton et français, entremêlant lui aussi les deux voix, l'électro et les instruments traditionnels, est un avertissement aux dictateurs et « chiens de guerre », renforcé par le finale a cappella d'Alan Stivell : « Dans ce monde ou ailleurs / Vous n'aurez ni repos ni bonheur ». Bien sûr, cette dénonciation s'applique à tous les temps, mais au moment où était enregistré le disque, débutait le conflit au Kosovo, après les terribles épisodes guerriers de l'ex-Yougoslavie, tandis que la guerre civile algérienne provoquait de nombreux massacres. Chanter Crimes avec Stivell était pour Khaled une manière de les dénoncer. Le thème rappel celui de la chanson Le bourreau, écrite et enregistrée sur 45 tours en 1968.

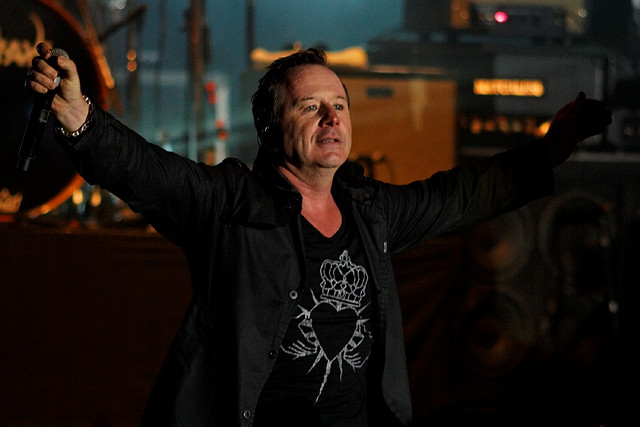
Après la touche irlandaise de la flûte, Jim Kerr mêle son accent écossais à la cornemuse.

A United Earth IISecond duo avec Youssou N'Dour pour une douce ballade, hymne à l'abolition des frontières et à la gouvernance mondiale. Le thème répétitif à la harpe, en continuité avec la première partie, s'accompagne des notes de djembé, whistle (flûte irlandaise), kora et du clavier. Leurs voix se confondent dans l'interprétation.
Scots are Right (« Les Écossais sont dans le vrai »)Hommage aux Écossais avec une collaboration avec Jim Kerr, le chanteur et compositeur écossais de Simple Minds, sur une musique complexe dans sa composition rythmée électrique. On y entend évidemment une cornemuse écossaise mais aussi un extrait d'un òran-luaidh (chanson de travail du tissu) interprétée par des femmes, Thug mi 'n oidche ge b'fhad i, extraite de l'album Waulking Songs du groupe Bannal, sorti deux ans plus tôt. À la harpe, Stivell réalise un fond sonore sans interruption.
Ever (A-viskoazh ha da viken)Mise en musique (rock électrique auquel s'agrègent les instruments traditionnels) d'un texte breton de Yann-Ber Piriou (poète déjà adapté sur E Langonned et sur Trema'n Inis) à propos des contradictions humaines, appel à la danse et au chant, à la joie de vivre : « Rien ne presse, prenons le temps / De vivre pleinement jusqu'au bout / Tant que nous serons là et tant que / La harpe sera plus forte que la mort ». C'est le multi-instrumentiste Gallois John Cale, ancien du Velvet Underground de 1965 à 1968, qui l'accompagne ici d'une guitare vive autant qu'inventive. Stivell y utilise un peu sa harpe comme une guitare électrique.
Kenavo Glenmorémouvant au revoir au barde Glenmor qui s'en est allé le 18 juin 1996 à Quimperlé, où Stivell l'avait rencontré six mois avant. La mélodie lui est venue le lendemain de la mort du chanteur, accompagné par son autre vieil ami Paddy Moloney (comparé dans les remerciements de l'album à un « jeune dieu de la mythologie irlandaise ») des Chieftains : il dit son amitié et sa reconnaissance au barde, avec lequel il a joué à plusieurs reprises, affirme que leurs « révoltes ignorent la mort ». Le dialogue mélancolique entre la harpe et la cornemuse irlandaise, scandé par la batterie, en fait un doux requiem. Suivent ensuite trois compositions où Alan Stivell invite des chanteuses.

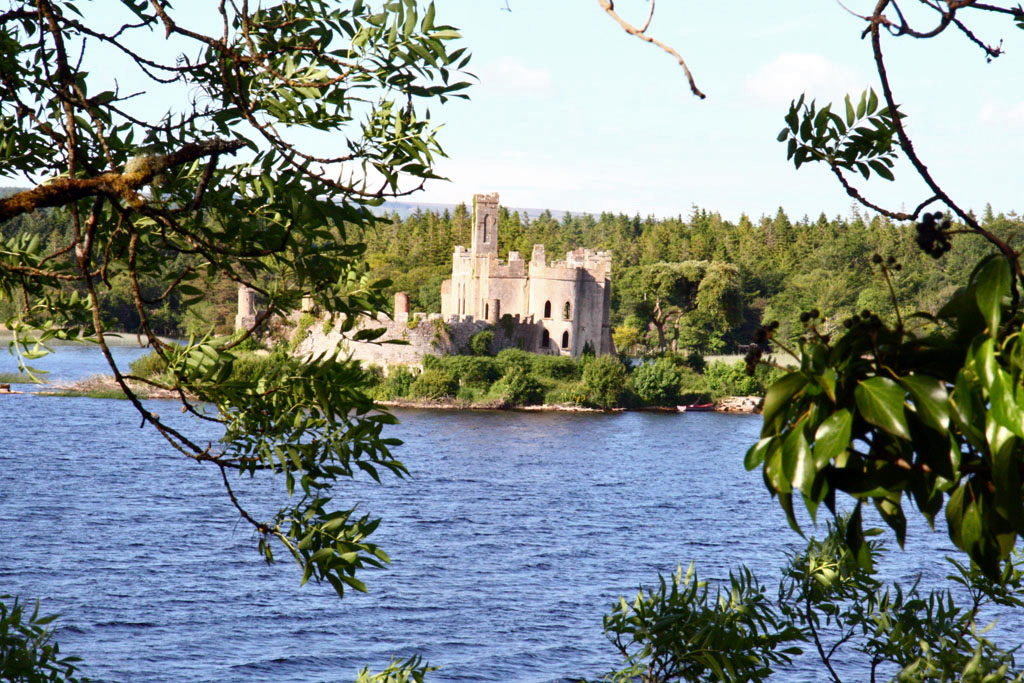
Castle Island sur le Lough Key (Roscommon), ruines du château du roi MacDermott de Moylurg. C'est sur cette île qu'il contraint sa fille Una Bhan à séjourner, le cœur brisé. Il n'accepta pas de la voir épouser le soldat Tomas Laidir, qu'il banni de la région. Elle meurt peu après, enterrée sur Trinity Island et son amant meurt d'une pneumonie en gardant l'île à la nage mais obtient d'être enterré à côté d'Una.

Una's LoveChanson d'amour douce mais rythmée, issue en partie du traditionnel Una Bhàn. Elle contient un enregistrement de l'Irlandaise Breda Mayock, réalisé chez elle pour un film d'Arte sur Alan Stivell mais n'ayant pas été diffusé dans le documentaire. Stivell a simplement réenregistré des parties de harpe et de synthé : « Je faisait vraiment ce qui me passait par la tête et c'est ce que j'ai gardé sur l'album en définitive sans avoir vraiment retouché grand chose. »
Aet on (Into the Universe's Breath)La jeune anglo-afghane Elisa Carrahar accompagne Stivell sur l'arrangement de la Gwerz An Ene Reizh (« La gwerz de l'âme juste ») composé à l'origine par Donatien Laurent : « Partie de l'autre côté de la vie / Suivre la voie qui m'est impartie / Avec vous je reste / Maintenant et à jamais / Ne pleurez pas, nous sommes séparés / Je suis dans le souffle de l'univers ». La création musicale mêle des parties mélancoliques de cordes à une programmation plus rapide en arrière-plan, avant le final à la cornemuse.
A United Earth IIIValse chantée avec Ashley Maher, auteur et interprète d'origine irlandaise née au Canada. Là encore, des paroles d'espoir, le rêve d'un « chemin ouvert / entre deux enfers / un passage nous est offert ». Le dialogue final entre harpe, flûte, claviers et programmation électronique laisse effectivement une ouverture à l'évasion.

### Pochette et disque
Sur la pochette, un gros plan d'Alan Stivell, souriant, avec filtre bleu ; son nom, en blanc, est en haut, le titre en bas, avec une image satellite de la planète à la place du « O » de Douar. À l'intérieur, sont présents des clichés noir et blanc du chanteur en studio avec ses prestigieux invités. Au verso, son ombre est insérée sur un paysage bleu, assis sur une chaise pliante et levant la tête vers le ciel, avec sa jambe droite posée sur la chaise et son bras droit posé sur son genou.

## Fiche technique

### Liste des morceaux
| 1.    | A United Earth I (March)            | A. Stivell - Youssou N'Dour                                                   | A. Stivell                                                 | Youssou N'Dour         | 5:33 |
| 2.    | La mémoire de l'humain              | trad. (Pirc'hirin ar Gouloù)                                                  | trad. - A. Stivell                                         | Sœurs Goadec (samples) | 4:12 |
| 3.    | Hope                                | A. Stivell                                                                    | A. Stivell                                                 |                        | 4:30 |
| 4.    | Ensemble (Understand)               | A. Stivell                                                                    | A. Stivell                                                 | Khaled                 | 4:28 |
| 5.    | Crimes                              | A. Stivell                                                                    | A. Stivell                                                 | Khaled                 | 4:03 |
| 6.    | A United Earth II (Ballad)          | A. Stivell - Youssou N'Dour                                                   | A. Stivell                                                 | Youssou N’Dour         | 4:35 |
| 7.    | Scots are right                     | A. Stivell - trad. Thug Mi 'n Oidhche Ge B' Fhad I (Waulking Songs de Bannal) | arrgts. A. Stivell                                         | Jim Kerr               | 4:52 |
| 8.    | Ever (A-viskoazh ha da viken)       | Yann-Ber Piriou                                                               | A. Stivell                                                 | John Cale              | 4:22 |
| 9.    | Kenavo Glenmor                      | A. Stivell                                                                    | A. Stivell                                                 | Paddy Moloney          | 5:00 |
| 10.   | Una's Love                          | trad. (Una Bhàn) - A. Stivell                                                 | trad. - arrgts A. Stivell                                  | Breda Mayock           | 4:57 |
| 11.   | Aet on (Into the universe’s breath) | A. Stivell                                                                    | Donatien Laurent - A. Stivell (d'après Gwerz an ene reizh) | Elisa Carrahar         | 7:16 |
| 12.   | A United Earth III (Waltz)          | A. Stivell                                                                    | A. Stivell                                                 | Ashley Maher           | 5:27 |
| 59:54 |                                     |                                                                               |                                                            |                        |      |

### Crédits

#### Équipe artistique
- Alan Stivell : chant, harpes acoustiques et électriques, flûte irlandaise, bombarde, cornemuse écossaise, claviers
- Youssou N'Dour : chant (1, 6)
- Khaled : chant (4, 5), accordéon (4)
- Jim Kerr : chant (7)
- Ashley Maher : chant (2, 12)
- Breda Mayock : chant (10)
- Elisa Carrahar : chant (11)
- Mark Kerr : batterie
- Christophe Gallizio : batterie (9)
- Moussa Sisskho : djembe, talking drum (1, 6, 12)
- James Mc Nally : flûte irlandaise (1, 6, 12)
- Michael Mc Goldrick : flûte (1, 12)
- Moh`sein Chentouf : derbouka (4)
- N'Faly Kouyate : kora (1, 6)
- John Fortis : basse (1)
- Robert Le Gall : basse (5), guitare (5)
- John Cale : basse (8), guitare (8)
- Pascal Sarton : basse (9)
- Simon Emmerson : guitare (1)
- Mark Deffenbaugh : guitare (8)
- Martin Russell : claviers (1, 2, 6, 12)
- Pascale Le Berre-Pascal : claviers (3, 4, 7)
- Farhat Bouallaghui : violon (4)
- Nicolas Krassik : violon (9, 11)
- Patrick Leroux : violoncelle (9, 11)
- Paddy Moloney : cornemuse (9)
- Samples : chant des sœurs Goadec (Eugénie Ebrel et Anastasie Le Bras) extrait du film Music Planet d'Arte (2) ; extrait de Waulking Songs de Bannal (Greentrax Recordings, 1996) (7)

#### Équipe technique

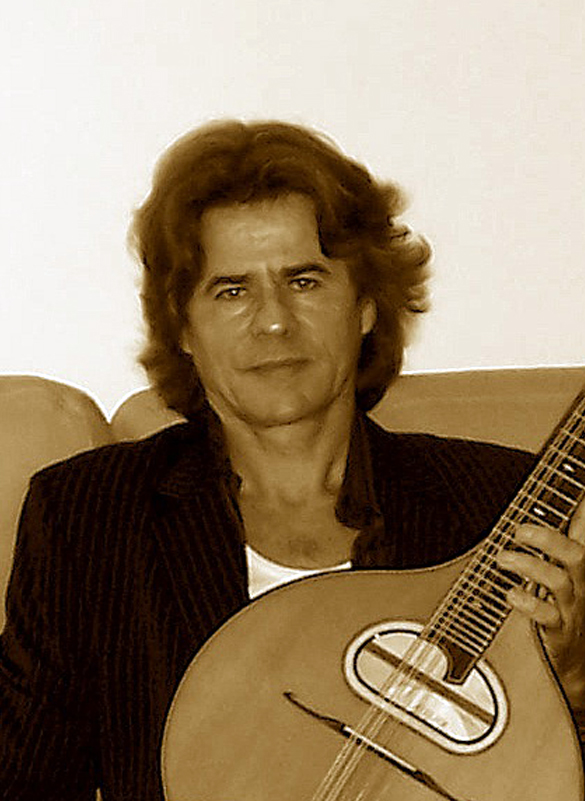
Le musicien brestois Robert Le Gall

- Arrangements, préproduction et pré-programmations : Alan Stivell (Keltia III, pays de Rennes)
- Production :
  - 1, 2, 6, 12 : Simon Emmerson & Martin Russel (de Afro Celt Sound System)
  - 3, 4, 7 : Pascale Le Berre-Pascal (de Marc Seberg et de Philippe Pascale)
  - 5, 9, 10, 11 : Robert Le Gall
  - 8 : John Cale Music, Inc.
  - Logistique : Andrew Flash Sloan
- Ingénieurs du son et studios :
  - 1, 2, 6, 12 : enregistrés et mixés par Simon Emmerson et Martin Russel (Sonic Innovation, Londres)
  - 1, 4, 5, 6 : enregistrés et mixés par Alain Cluzeau (Acousti, Paris)
  - 1, 2, 5, 9, 10, 11 : enregistrés et mixés par Robert Le Gall et Didier Thery (Terrific, Paris)
  - 3, 4, 7 : enregistrés et mixés par Pascale Le Berre-Pascal et Rémy Frappat (Hocus Pocus, Rennes)
  - 7 : enregistré par Hans (Blue Apple, Rotterdam)
  - 8 : enregistré par John Wall, mixé par John Cale (RPM, New-York)
  - 9 : enregistré par Geoffrey Lesser (Windhamhill Lane Studios, Dublin)
  - 9, 11 : enregistrés par Jean-François Pilicer ("La chapelle", Roazhon-Rennes)
- Mastering : Escande Nicolet Productions
- Photos : Jean-Baptiste Millot, collection personnelle Alan Stivell
- Artwork : Escande Nicolet Productions